# Platysoma sichuanum
Platysoma sichuanum är en skalbaggsart som beskrevs av Miłosz A. Mazur 2007. Platysoma sichuanum ingår i släktet Platysoma och familjen stumpbaggar. Inga underarter finns listade i Catalogue of Life.